# FGF19
FGF19 (pour « Fibroblast growth factor 19 ») est une protéine appartenant à la famille des facteurs de croissances des fibroblastes. Son gène est FGF11 situé sur le chromosome 11 humain.

## Rôles
Son expression est augmenté par le récepteur farnésoïde X (FXR), lui-même stimulé par les sels biliaires, ce qui a pour conséquence d'inhiber la néoglucogenèse et la synthèse des sels biliaires et d'activer la synthèse protéique et du glycogène. Il joue également sur le métabolisme lipidique et du calcium.

## En médecine
Un taux sérique bas est en rapport avec des formes plus graves de stéatose hépatique non alcoolique.
Sur un modèle animal, il semble favoriser la formation d'un carcinome hépatocellulaire.
Un analogue de la molécule a été développé, sans activité d'oncogenèse. Il semble être prometteur dans le traitement de la stéatose hépatique non alcoolique, diminuant le contenu en lipides des cellules hépatiques.